# 丰蒂耶讷
丰蒂耶讷（法語：Fontienne，法語發音：[fɔ̃tjɛn]）是法国上普罗旺斯阿尔卑斯省的一个市镇，位于该省西部偏南，属于福卡尔基耶区。

## 地理
丰蒂耶讷（44°0'32"N, 5°47'36"E）面积8.18 平方千米，位于法国普罗旺斯-阿尔卑斯-蓝色海岸大区上普罗旺斯阿尔卑斯省，该省份为法国东南部内陆省份，北起上阿尔卑斯省，西接沃克吕兹省，西北接德龙省，南至瓦尔省，东临滨海阿尔卑斯省，东北部与意大利接壤。
与丰蒂耶讷接壤的市镇（或旧市镇、城区）包括：福卡尔基耶、勒韦斯圣马尔坦、圣艾蒂安莱索尔格、锡贡斯。
丰蒂耶讷的时区为UTC+01:00、UTC+02:00（夏令时）。

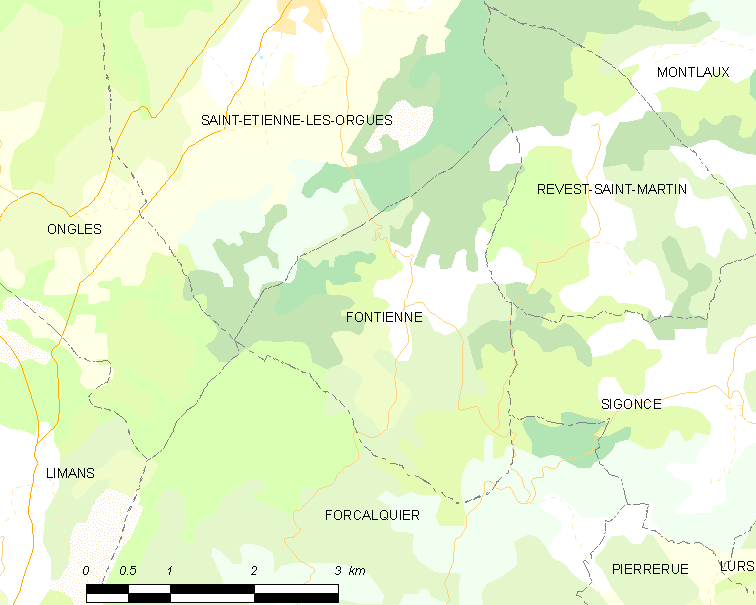
丰蒂耶讷的OSM定位图

## 行政
丰蒂耶讷的邮政编码为04230，INSEE市镇编码为04087。

## 政治
丰蒂耶讷所属的省级选区为福卡尔基耶县。

## 交通
上普罗旺斯阿尔卑斯省省道D12线和D116线在丰蒂耶讷交汇。

## 人口

1962-2008年间丰蒂耶讷人口变化图示

丰蒂耶讷于2022年1月1日时的人口数量为131人。